# Маунтен-Гоум (Північна Кароліна)
Маунтен-Гоум (англ. Mountain Home) — переписна місцевість (CDP) в США, в окрузі Гендерсон штату Північна Кароліна. Населення — 3490 осіб (2020).

## Географія
Маунтен-Гоум розташований за координатами 35°22′15″ пн. ш. 82°30′4″ зх. д. / 35.37083° пн. ш. 82.50111° зх. д. (35.370759, -82.501126).  За даними Бюро перепису населення США в 2010 році переписна місцевість мала площу 9,82 км², з яких 9,76 км² — суходіл та 0,06 км² — водойми.

## Демографія
Згідно з переписом 2010 року, у переписній місцевості мешкали 3622 особи в 1441 домогосподарстві у складі 1018 родин. Густота населення становила 369 осіб/км².  Було 1631 помешкання (166/км²).
Расовий склад населення:
| - 89,6 % — білих - 3,1 % — чорних або афроамериканців - 1,4 % — азіатів - 0,7 % — вихідців з тихоокеанських островів - 0,7 % — корінних американців - 2,8 % — осіб інших рас |

До двох чи більше рас належало 1,8 %. Частка іспаномовних становила 8,6 % від усіх жителів.
За віковим діапазоном населення розподілялося таким чином: 20,6 % — особи молодші 18 років, 55,6 % — особи у віці 18—64 років, 23,8 % — особи у віці 65 років та старші. Медіана віку мешканця становила 46,3 року. На 100 осіб жіночої статі у переписній місцевості припадало 94,2 чоловіків;  на 100 жінок у віці від 18 років та старших — 92,3 чоловіків також старших 18 років.
Середній дохід на одне домашнє господарство  становив 52 956 доларів США (медіана — 34 688), а середній дохід на одну сім'ю — 63 254 долари (медіана — 52 386). Медіана доходів становила 52 391 долар для чоловіків та 37 228 доларів для жінок. За межею бідності перебувало 12,0 % осіб, у тому числі 20,4 % дітей у віці до 18 років та 2,6 % осіб у віці 65 років та старших.
Цивільне працевлаштоване населення становило 1549 осіб. Основні галузі зайнятості: освіта, охорона здоров'я та соціальна допомога — 32,9 %, науковці, спеціалісти, менеджери — 15,7 %, виробництво — 15,6 %.